# Baloghiella
Baloghiella caledonica es una especie de coleóptero adéfago de la familia Carabidae. Es el único miembro del género monotípico Baloghiella.